# Delroy Cambridge

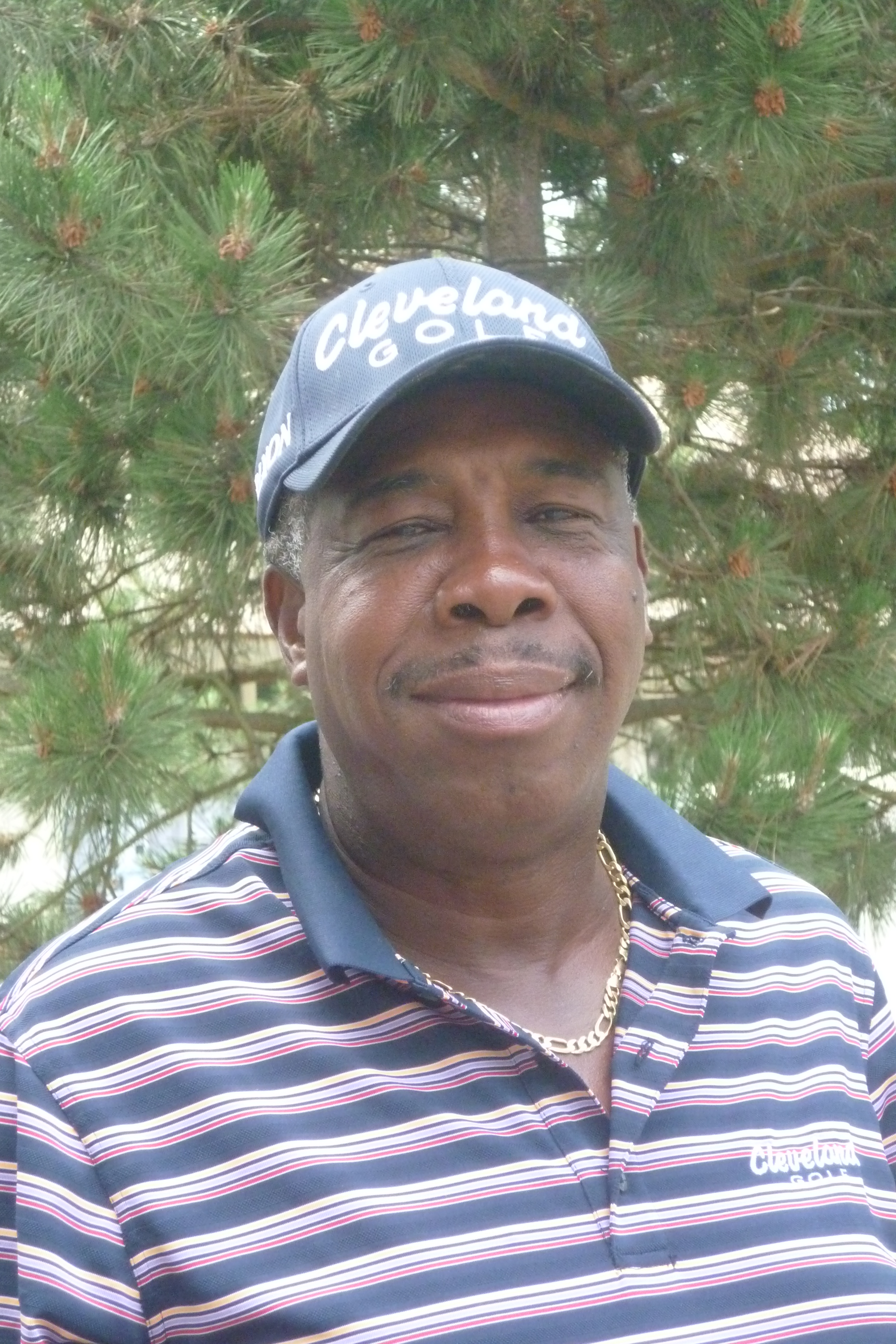
Op het Dutch Senior Open 2010.

Delroy Cambridge (Mandeville, 12 november 1949) is een professioneel golfer uit Jamaica. 
Cambridge werd in 1971 professional en gaf jarenlang les op de Sunningdale Country Club in Scarsdale. 
Hij ging in 2000 naar de Tourschool en behaalde een spelerskaart voor de Europese Senior Tour waar hij vanaf 2001  tot en met 2012 speelde. 
Hij won een toernooi in zijn rookiejaar. 

## Gewonnen

### Europese Senior Tour
- 2001: Dan Technology Senior Tournament of Champions
- 2002: Europese Senior Masters (-9), Jersey Seniors Classic (-11), The Daily Telegraph/Sodexho Seniors Match Play Championship
- 2009: Jersey Seniors Classic (-9)

### Elders
- 1994: Westchester Open
- 1998: Jamaica Open

## Teams
- World Cup: 1996, 1998, 2006